# جوزيف كوغلر
جوزيف كوغلر (بالألمانية: Eustachius Kugler)‏ هو راهب ‏ ألماني، ولد في 1867 في نيتناو في ألمانيا، وتوفي في 1946 في ريغنسبورغ في ألمانيا بسبب سرطان.